# Айше Кулин
Айше Кулин (на турски: Ayşe Kulin) е турска журналистка, сценаристка, операторка и писателка на произведения в жанра драма, исторически роман и биография. През 2011 г. турското издание на списание „Форбс“ я класира на първо място в класацията на най-печелившите писатели в Турция за годината.

## Биография и творчество
Айше Кулин е родена на 26 август 1941 г. в Истанбул, Турция. Баща ѝ, Мухиттин Кулин, има бошняшки произход, като е един от първите строителни инженери в Истанбул, който основава Държавната хидравлична агенция и е назначен за негов първи директор. Майка ѝ, Ситаре Ханъм, има черкезки произход и е внучка на един от османските министри на икономиката.
Завършва Американския колеж за момичета в Арнавуткьой, Истанбул (сега Робърт колеж). След дипломирането си работи във филмови продукции, в телевизията и връзки с обществеността. Две години до 1967 г. е главен редактор на автомобилно списание. Основното ѝ влизане в журналистиката е през 1977 г. с вестник „Джумхуриет“, в който пише до 1982 г. Работи известно време във вестник „Дюня“. Пише и за списанията публикувани от „Sabah Group“ и е колумнист във вестник „Milliyet“.
Първата ѝ книга, сборникът с разкази „Güneşe Dön Yüzünü“ (Обърни лицето си към слънцето), е издадена през 1984 г. През 1986 г. разказът „Gülizar“ от сборника е екранизиран във филма „Bir kirik bebek“ (Едно изгубено бебе), за който тя печели награда за сценарий от Министерството на културата и туризма.
Айше Кулин работи като сценарист, оператор и продуцент за много филми, телевизионни сериали и реклами. През 1986 г. печели „Награда за най-добър оператор“ от Асоциацията на театралните писатели за работата си в телевизионния сериал „Ayaşlı ve Kiracıları“.
През 1996 г. е издадена книгата ѝ „Bir Tatlı Huzur“ (Сладък мир), биография на турския класически музикант и тенорен певец Мюнир Нуретин Селчук. Книгата ѝ „Adı: Aylin“ (Име: Айлин) от 1997 е биографичен роман за Айлин Девримел, която достига до ранг на полковник в американската армия. Романът ѝ носи наградата „Писател на годината“ от Истанбулския комуникационен факултет. През 1998 г. разказът ѝ „Geniş Zamanlar“ (Сегашни времена) ѝ донася същата награда. Същата година разказът ѝ „Foto Sabah Resimleri“ печели наградите „Халдън Танер“ и „Саит Фаик Абасъянък“.
Романът ѝ „Sevdalinka“ (на бошняшки език – „Любовни песни“) от 1999 г. представя тежкия живот на бошняците по време на режима на Тито и геноцида по време Босненската война.
През 2001 г. е издаден романа ѝ „Köprü“ (Мостът), който представя драмата в източните провинции на Турция и как те са оформили ранната история на републиката. В периода 2006 – 2008 г. е екранизиран в едноименния телевизионен сериал.
През 2002 г. е издаден романа ѝ „Последен влак за Истанбул“. Той е основан и вдъхновен от действителната история на няколко турски дипломати, спасили голям брой евреи по време на Холокоста. Действието на романа е съсредоточено върху съвместния живот на мюсюлмани и немюсюлмани в Турция през първата половина на ХХ век.
Биографичният ѝ роман „Türkan“ от 2009 г. за турската лекарка, академик и педагог, Тюркян Сайлан, е екранизиран в едноименния сериал и телевизионен филм през 2010 и 2011 г.
Омъжвала се е два пъти – за Мехмет Сарпер (1960 – 1966) и Ерен Кемахли (1967 – 1977), като и двата брака завършват с развод. Има четирима сина. Животът си с двамата описва в автобиографичните книги „Hayat (1941 – 1964)“ и „Hüzün (1964 – 1983)“. Айше Кулин живее със семейството си в Истанбул.

## Произведения

### Самостоятелни романи
- Bir Tatlı Huzur (1996) – биографичен роман за Мюнир Нуретин Селчук
- Adı: Aylin (1997) – биографичен роман за Айлин Девримел
- Sevdalinka (1999)
- Füreya (2000) – биографичен роман за турската художничка керамик Фюрея Корал
- Köprü (2001)
- Nefes Nefese (2002)
Последен влак за Истанбул, изд.: „Интерпринт“, София (2012), прев. Кадрие Джесур и Хюсеин Мевсим
- Gece Sesleri (2004)
- Bir Gün (2005)
- Veda (2008)
- Umut (2008)
- Türkan (2009) – биографичен роман за турската лекарка Тюркян Сайлан
- Gizli Anların Yolcusu (2011)
- Bora'nın Kitabı (2012)
- Dönüş (2013)
- Hayal (2014) – биографичен роман
- Handan (2014)
- Tutsak Güneş (2016)
- Kanadı Kırık Kuşlar (2016)
- Kördüğüm (2017)
- Son (2018)
- Her Yerde Kan Var (2019)

### Сборници
- Güneşe Dön Yüzünü (1984)
- Taş Duvar Açık Pencere (2009)
- Saklı Şiirler (2012) – поезия

### Разкази
- Geniş Zamanlar (1998)
- Foto Sabah Resimleri (1998) – награди „Халдън Танер“ и „Саит Фаик Абасъянък“
- Bir Varmış Bir Yokmuş (2007)

### Детска литература
- Sit Nene`nin Masalları (2008)

### Документалистика
- İçimde Kızıl Bir Gül Gibi (2002) – есе
- Babama (2002) – автобиография
- Kardelenler (2004) – есе
- Hayat – Dürbünümde Kırk Sene (1941 – 1964) (2011) – автобиографичен роман
- Hüzün – Dürbünümde Kırk Sene (1964 – 1983) (2011) – автобиографичен роман

### Екранизации
- 1986 Bir kirik bebek
- 2006 – 2008 Köprü – тв сериал, 65 епизода
- 2007 Genis zamanlar – тв сериал
- 2008 Gece Sesleri – тв сериал, 1 епизод
- 2010 Türkan – тв сериал, 6 епизода
- 2011 Türkan
- 2012 Veda – тв минисериал, 7 епизода